# Nemoria prava
Nemoria prava là một loài bướm đêm trong họ Geometridae.